# Royal Designers for Industry
Royal Designer for Industry est une distinction britannique créée par la Royal Society of Arts (ou RSA) en 1936, afin d'encourager un design de qualité et de promouvoir le statut du designer. Elle récompense des personnalités qui ont réussi à « conjuguer un haut niveau d'esthétisme et un design performant pour l'industrie ». Le nom de ceux qui sont citoyens britanniques est complété par les lettres RDI tandis que ceux qui ne sont pas britanniques sont Honorary RDI (HonRDI). Chacun des titulaires est membre de The Faculty of Royal Designers for Industry (créée en 1938).
Leur travail est divers, allant de la mode à l'ingénierie, la scénographie, le design de produit, le graphisme, le design écologique.
Les nouveaux RDI sont élus tous les ans et The Faculty continue de soutenir des initiatives pour promouvoir l'excellence dans le design et une Summer School annuelle pour les jeunes designers.
200 designers seulement peuvent être titulaires de la distinction de RDI qui est considérée comme la plus prestigieuse au Royaume-Uni dans le domaine du design industriel. Par ailleurs, la RSA peut attribuer la distinction de Honorary RDI à un nombre de designers égal au maximum à la moitié du nombre de RDI.

## Membres actuels
Les listes ci-dessous présentent les principaux RDI ainsi que tous les Honorary RDI.

### Principaux RDI
| Nom Royaume-Uni                          | Domaine                              | Année |
| ---------------------------------------- | ------------------------------------ | ----- |
| Kenneth Adam                             | Décorateur de cinéma                 | 2009  |
| Ron Arad                                 | Designer de meubles                  | 2002  |
| John Barnard                             | Ingénieur d'automobiles              | 1983  |
| Tim Berners-Lee                          | Informaticien                        | 2009  |
| Derek Birdsall                           | Graphiste                            | 1983  |
| Peter Blake                              | Graphiste & peintre                  | 1981  |
| Quentin Blake                            | Illustrateur                         | 1987  |
| Sue Blane                                | Créatrice de costumes                | 2005  |
| Neville Brody                            | Graphiste, typographe                | 2011  |
| Ian Callum                               | Designer d'automobiles               | 2006  |
| Margaret Calvert                         | Graphiste, typographe                | 2011  |
| David Carter                             | Designer industriel                  | 1974  |
| Matthew Carter                           | Typographe                           | 1981  |
| David Chipperfield                       | Architecte et architecte d'intérieur | 2006  |
| Alison Chitty                            | Décoratrice et costumière de théâtre | 2009  |
| Jim Clay                                 | Décorateur de cinéma                 | 2009  |
| Terence Conran                           | Designer                             | 2010  |
| Stuart Craig                             | Décorateur de cinéma                 | 2004  |
| Bob Crowley                              | décorateur de cinéma et théâtre      | 1997  |
| Edward Cullinan                          | Architecte et designer               | 2010  |
| Mike Dempsey                             | Graphiste                            | 1994  |
| James Dyson                              | Designer industriel                  | 2005  |
| Brian Eno                                | Designer sonore, musicien            | 2012  |
| Simon Esterson                           | Graphiste                            | 2001  |
| Colin Forbes                             | Graphiste                            | 1974  |
| Michael Foreman                          | Illustrateur                         | 1985  |
| Norman Foster                            | Architecte et architecte d'intérieur | 1988  |
| John Galliano                            | Créateur de mode                     | 2002  |
| Malcolm Garrett                          | Graphiste                            | 2000  |
| David Gentleman                          | Illustrateur                         | 1970  |
| Kenneth Grange                           | Designer                             | 1969  |
| George Hardie (en)                       | Graphiste                            | 2005  |
| Tim Harvey                               | Décorateur de cinéma & TV            | 1990  |
| Patrick Head                             | Ingénieur d'automobiles              | 1993  |
| Thomas Heatherwick                       | Designer                             | 2004  |
| Sam Hecht                                | Designer industriel                  | 2008  |
| Matthew Hilton                           | Designer de meubles                  | 2004  |
| James Irvine                             | Designer                             | 2004  |
| Jonathan Ive                             | Designer industriel                  | 2003  |
| Betty Jackson                            | Créatrice de mode                    | 1988  |
| Eva Jiřičná                              | Architecte d'intérieur               | 1991  |
| Ben Kelly                                | Architecte d'intérieur               | 2007  |
| Ralph Koltai                             | Décorateur de théâtre                | 1984  |
| Martin Lambie-Nairn                      | Graphiste                            | 1987  |
| Roger Law                                | Graphiste & caricaturiste            | 1999  |
| Bernard Lodge                            | Graphiste cinéma & TV                | 1982  |
| Ross Lovegrove                           | Designer                             | 2003  |
| Alex McDowell                            | Décorateur cinéma                    | 2006  |
| Bill Moggridge                           | Designer industriel                  | 1988  |
| Jasper Morrison                          | Designer de meubles                  | 2001  |
| Alex Moulton                             | Designer                             | 1968  |
| Colin Mudie                              | Architecte naval                     | 1995  |
| John Napier                              | Décorateur cinéma et théâtre         | 1996  |
| Marc Newson                              | Designer de meubles                  | 2006  |
| Nick Park                                | Créateur de dessins animés           | 2006  |
| John Pawson                              | Architecte et architecte d'intérieur | 2006  |
| Mary Quant                               | Créatrice de mode                    | 1969  |
| Zandra Rhodes                            | Créatrice de mode                    | 1976  |
| Peter Saville                            | Graphiste                            | 2011  |
| Gerald Scarfe                            | Dessinateur de BD                    | 1989  |
| Ronald Searle                            | Dessinateur de BD                    | 1991  |
| Paul Smith                               | Créateur de mode                     | 1978  |
| Antony Armstrong-Jones, comte de Snowdon | Photographe                          | 1986  |
| Vivienne Westwood                        | Créatrice de mode                    | 2001  |
| Michael Wolff                            | Publicitaire                         | 2011  |

### Honorary RDI
| Nom                          | Domaine                                   | Année |
| ---------------------------- | ----------------------------------------- | ----- |
| Junichi Arai Japon           | Créateur de textiles                      | 1987  |
| Fabien Baron France          | Graphiste                                 | 2000  |
| Mario Bellini Italie         | Designer                                  | 1991  |
| Manolo Blahnik Espagne       | Styliste de souliers                      | 2001  |
| Andrea Branzi Italie         | Designer                                  | 2008  |
| James Carpenter États-Unis   | Designer verre                            | 2008  |
| Ivan Chermayeff États-Unis   | Graphiste                                 | 1991  |
| Seymour Chwast États-Unis    | Graphiste                                 | 1991  |
| Antonio Citterio Italie      | Designer                                  | 2007  |
| Kyle Cooper États-Unis       | Graphiste cinéma & TV                     | 2001  |
| Wim Crouwel Pays-Bas         | Graphiste                                 | 1998  |
| Niels Diffrient États-Unis   | Designer de meubles                       | 1987  |
| Sara Fanelli Italie          | Illustrateur                              | 2006  |
| Dionysis Fotopoulos Grèce    | décorateur et costumier théâtre & cinéma  | 1992  |
| Naoto Fukasawa Japon         | Designer                                  | 2007  |
| Karl Gerstner Suisse         | Graphiste                                 | 2006  |
| Milton Glaser États-Unis     | Graphiste                                 | 1979  |
| Konstantin Grcic Allemagne   | Designer                                  | 2009  |
| Kathryn Gustafson États-Unis | Paysagiste                                | 2001  |
| Armin Hofmann Suisse         | Graphiste                                 | 1968  |
| Knud Holscher Danemark       | Designer                                  | 2004  |
| Rei Kawakubo Japon           | Créateur de mode                          | 2001  |
| Friso Kramer Pays-Bas        | Designer de meubles                       | 1979  |
| Yrjö Kukkapuro Finlande      | Designer de meubles                       | 2002  |
| Jack Lenor Larsen États-Unis | Créateur de textiles                      | 1983  |
| John Lasseter États-Unis     | Créateur de dessins animés                | 2007  |
| Italo Lupi Italie            | Graphiste                                 | 2002  |
| Erik Magnussen Danemark      | Designer                                  | 2001  |
| Enzo Mari Italie             | Designer                                  | 2000  |
| Javier Mariscal Espagne      | Designer, graphiste                       | 2006  |
| Bruce Mau Canada             | Graphiste                                 | 2011  |
| Ingo Maurer Allemagne        | Créateur de luminaires                    | 2005  |
| Alberto Meda Italie          | Designer                                  | 2005  |
| Rosita Missoni Italie        | Créateur de textiles                      | 1997  |
| Issey Miyake Japon           | Créateur de mode                          | 1988  |
| Bruno Monguzzi Suisse        | Graphiste                                 | 2003  |
| Marcello Morandini Italie    | Sculpteur, créateur d'objets en céramique | 2004  |
| Ulf Moritz Pologne           | Designer de textiles                      | 2004  |
| Dries Van Noten Belgique     | Créateur de mode                          | 2008  |
| Vuokko Nurmesniemi Finlande  | Créateur de mode et de textiles           | 1988  |
| Mark Pollack États-Unis      | Créateur de textiles                      | 2007  |
| Dieter Rams Allemagne        | Designer                                  | 1968  |
| Martha Schwartz États-Unis   | Paysagiste                                | 2009  |
| Jean-Jacques Sempé France    | Illustrateur                              | 1989  |
| Erik Spiekermann Allemagne   | Graphiste                                 | 2007  |
| Piero Tosi Italie            | Créateur de costumes                      | 2007  |
| Michel Virlogeux France      | Ingénieur                                 | 2006  |
| Massimo Vignelli Italie      | Designer, graphiste                       | 1996  |
| Yohji Yamamoto Japon         | Styliste                                  | 2006  |
| Eva Zeisel Hongrie           | Créateur d'objets en verre et céramique   | 2004  |

## Anciens membres
Les listes ci-dessous présentent les principaux RDI décédés ainsi que tous les Honorary RDI décédés.

### Principaux RDI
- Bill Brandt, photographe, 1978
- Colin Chapman, ingénieur d'automobiles, 1979
- Christopher Cockerell, ingénieur, 1987
- Edward Gordon Craig, décorateur de théâtre, 1937
- Robin Day, designer de meubles, 1959
- Richard Eckersley, Graphiste et typographe, 1999
- Uffa Fox, architecte naval, 1955
- Eric Gill, typographe & graveur, 1936
- Duncan Grant, peintre & créateur de textile, 1941
- Eileen Gray, designer de mobilier, 1972
- Geoffrey de Havilland, ingénieur aéronautique, 1944
- Charles Holden, architecte, 1943
- Alec Issigonis, designer d'automobiles, 1964
- William Lyons, ingénieur d'automobiles, 1964
- Stanley Morison, typographe, 1960
- Basil Spence, architecte & architecte d'intérieur, 1960
- Barnes Wallis, ingénieur aéronautique, 1943
- Frank Whittle, ingénieur, 1985
- Berthold Wolpe, typographe, 1959

### Honorary RDI
- Alvar Aalto  Finlande, architecte & designer, 1947
- Franco Albini  Italie, décorateur, scénographe et designer de mobilier, 1971
- Gordon Andrews  Australie, designer, 1987
- Saul Bass  États-Unis, graphiste cinéma  & TV, 1964
- Herbert Bayer  États-Unis, graphiste, typographe, 1984
- Richard Buckminster Fuller  États-Unis, architecte et designer, 1980
- Achille Castiglioni  Italie, designer de mobilier, 1986
- Nanna Ditzel  Danemark, designer, 1996
- Charles Eames  États-Unis, designer de mobilier, décorateur et scénographe, 1960
- Jean-Michel Folon  Belgique, illustrateur, 1981
- André François  France, illustrateur, 1974
- Shigeo Fukuda  Japon, Graphiste, 1986
- Alexander Girard  États-Unis, décorateur & créateur de textile, 1965
- Walter Gropius  États-Unis, architecte & designer, 1947
- Edward Hald  Suède, créateur d'objets en verre, 1939
- Walter Herdeg  Suisse, graphiste, 1976
- Christian Joachim  Suède, potier, 1939
- Clarence "Kelly" Johnson  États-Unis, designer d'avions, 1984
- Finn Juhl  Danemark, designer de mobilier et décorateur, 1978
- Dora Jung  Finlande, créateur de textiles, 1979
- Kaare Klint  Danemark, designer de mobilier, 1949
- Takashi Kono  Japon, Graphiste, 1983
- Raymond Loewy  France,  États-Unis, designer, 1939
- Vico Magistretti  Italie, designer, 1992
- Bruno Mathsson  Suède, designer de mobilier, 1978
- Herbert Matter  Suisse, graphiste & photographe, 1982
- Edward McKnight Kauffer  États-Unis, artiste, 1936
- Norman McLaren  Canada, créateur de dessins animés, 1986
- Pierre Mendell  Allemagne, graphiste, 1999
- Ottavio Missoni  Italie, créateur de textiles, 1997
- Borge Mogensen  Danemark, designer de mobilier, 1972
- Josef Müller-Brockmann  Suisse, graphiste, 1988
- George Nelson  États-Unis, designer, 1973
- Marcello Nizzoli  Italie, créateur de machines à écrire et de calculatrices, 1961
- Antti Nurmesniemi  Finlande, designer, 1986
- Pierre Paulin  France, designer de mobilier, 2009
- Sigurd Persson  Suède, designer, 1987
- Battista Pininfarina  Italie, designer d'automobiles, 1954
- Sergio Pininfarina  Italie, designer d'automobiles, 1983
- Paul Rand  États-Unis, graphiste, 1973
- Steen Eiler Rasmussen  Danemark, designer, 1947
- Astrid Sampe  Suède, créateur de textiles, 1949
- WHJB Sandberg  Pays-Bas, typographe, 1971
- Richard Sapper  Allemagne, designer, 1988
- Timo Sarpaneva  Finlande, créateur d'objets en verre, de poteries et de textiles, 1963
- Carlo Scarpa  Italie, décorateur et scénographe, 1969
- Maurice Sendak  États-Unis, illustrateur, 1986
- Ettore Sottsass  Italie, designer, 1999
- Olin Stephens  États-Unis, Designer de navires, 1975
- Saul Steinberg  États-Unis, illustrateur, 1980
- Josef Svoboda  République tchèque, décorateur et scénographe de théâtre, 1989
- Roger Tallon,  France, Designer, 1973
- Ilmari Tapiovaara  Finlande, créateur de mobilier, 1969
- Walter Dorwin Teague  États-Unis, designer, 1951
- Henryk Tomaszewski  Pologne, graphiste, 1975
- Roland Topor  France, illustrateur, 1988
- Jan Tschichold  Suisse, typographe, 1965
- Hans Wegner  Danemark, designer de mobilier, 1969
- Tapio Wirkkala  Finlande, créateur d'objets en verre, bois et argent, 1964
- Sori Yanagi  Japon, designer, 2008
- Hermann Zapf  Allemagne, typographe, 1985
- Piet Zwart  Pays-Bas, typographe, 1966

## Source
- (en) Cet article est partiellement ou en totalité issu de l’article de Wikipédia en anglais intitulé « Royal Designers for Industry » (voir la liste des auteurs).